# Глигорије Јовановић
Глигорије „Горча” Јовановић био је српски индустријалац и политичар. Он је био један од четворице Лесковчана који су основали прву лесковачку гајтанару.

## Биографија
Горча се родио у Лесковцу средином 19. века у имућној породици Јањиних. По обичају свога места, пошто је „изучио чколу” код неког од лесковачких даскала, cтyпиo у службу Антонија Тонке Поповића, као помоћник у трговачкој радњи, и са својим газдом често путовао по Бугарској и тамо продавао ужарију и другу робу, а отуда доносио гајтан и шајак и исте препродавао по разним крајевима Балкана.
У време ослобођења Јужног Поморавља од Турака (1877/78) Горча је био самосталан трговац са знатнијим капиталом. Године 1884. он је учествовао у оснивању прве лесковачке фабрике гајтана, а 1895. у стварању ортаклука између чланова обеју гајтанара. Учествовао је и у оснивању прве лесковачке фабрике за израду сукна и шајака, која је почела да се подиже 1896. године. Горча је тада са једним од синова Косте Илића, Сотиром, који се пре тoга школовао у Љубљани, путовао у Немачку и купио разбоје и друге машине за лесковачку штофару, која је временом постала расадник модерне текстилне индустрије Лесковчана. Године 1904. Горча и наследници покојног Антонија Поповића иступили су из лесковачке матице, откупили млин и гајтанару Мике Јанковића у Грделици и ту створили модерну фабрику вунених тканина, гајтана и плетива.
Крајем 19. и почетком 20. века Глигорије је био председник лесковачке општине и народни посланик.
Глигорије Јовановић умро је 1906. године. Наследио га је брат Лазар, који је постао ортак у лескавачкој фабрици. Поред Лазара, тада су ортаци исте фабрике постали Мика Станковић Куца и Глигорије Костић Загужанац.